# George Robert Gleig
George Robert Gleig [spr. glegg] (* 20. April 1796 in Stirling, Schottland; † 9. Juli 1888) war ein schottischer Schriftsteller und Soldat.
Gleig war der Sohn von Primas George Gleig und dessen Ehefrau Janet Hamilton. Nach Absolvierung seiner Schulzeit in Glasgow begann er am Balliol College (University of Oxford) zu studieren. Als am 21. Juni 1813 Wellington seinen ersten Sieg in Spanien errang (Schlacht von Vitoria), brach Gleig sein Studium ab und schloss sich noch im selben Jahr der Armee an.
Im darauffolgenden Jahr kämpfte Gleig im Britisch-Amerikanischen Krieg in den USA und wurde bei der Erstürmung von Washington, D.C. schwer verwundet. Er kehrte 1819 nach Oxford zurück und beendete dort erfolgreich sein Studium mit den Titeln „B.A.“ und „M.A.“ Im selben Jahr heiratete er auch.
1820 wurde Gleig durch die Anglikanische Kirche ordiniert und bekam 1822 eine Anstellung als Kurat (Quasipfarrei) in Ash (Kent); später berief man ihn zum Rektor von Ivychurch (Kent). 1844 ernannte man ihn zum Kaplan am Chelseahospital. Als Gleig 1846 zum Generalkaplan der Armee ernannt worden war, wurde unter seiner Federführung ein Erziehungsplan für die Soldaten ausgearbeitet. Den Höhepunkt seiner Karriere erreichte er mit seiner Ernennung zum Generalinspektor der Militärschulen; verbunden damit waren Pfründen von St Paul.
1875 legte Gleig alle seine Ämter nieder und zog sich in den Ruhestand zurück. Für den Rest seines Lebens arbeitete er als Schriftsteller, was er mit seinem autobiographischen Werk „The subaltern“ 1825 begonnen hatte.

## Werke (Auswahl)
- The subaltern. 1825.
- Campaigns at Washington and New Orleans. 1847.
- The Chelsea pensioners. 1829 (3 Bde.).
- Memoirs of Sir Thomas Munro. 1830 (2 Bde.).
- The chronicles of Waltham. 1835.
- The soldier’s help to divine truth. 1835.
- The family history of England. 1835 (3 Bde.).
- The hussar. Novelle. 1837.
- Chelsea hospital and its traditions. 1838 (3 Bde.).
- Germany, Hungary, Bohemia visited in 1837. 1839 (3 Bde.).
- The life of Warren Hastings. 1841 (3 Bde.).
- The veterans of Chelsea hospital. 1842 (3 Bde.).
- The light dragoon. 1844 (2 Bde.).
- Military history of Great Britain. 1845.
- Story of the battle of Waterloo. 1847.
- The life of Lord Clive. 1848.
- The Leipsic campaign. 1852 (2 Bde.).
- Essays, biographical, historical and miscellaneous. 1858 (2 Bde.).
- Life of the Duke of Wellington. 1862.
- Letters on the Irish question. 1868.
- The life of Sir Walter Scott. 1871.
- History of the reign of George III. to the battle of Waterloo. 1873.

Dieser Artikel basiert auf einem gemeinfreien Text aus Meyers Konversations-Lexikon, 4. Auflage von 1888 bis 1890.
| Personendaten    | Personendaten             |
| ---------------- | ------------------------- |
| NAME             | Gleig, George Robert      |
| KURZBESCHREIBUNG | Schriftsteller und Soldat |
| GEBURTSDATUM     | 20. April 1796            |
| GEBURTSORT       | Stirling                  |
| STERBEDATUM      | 9. Juli 1888              |